# Coccidioides

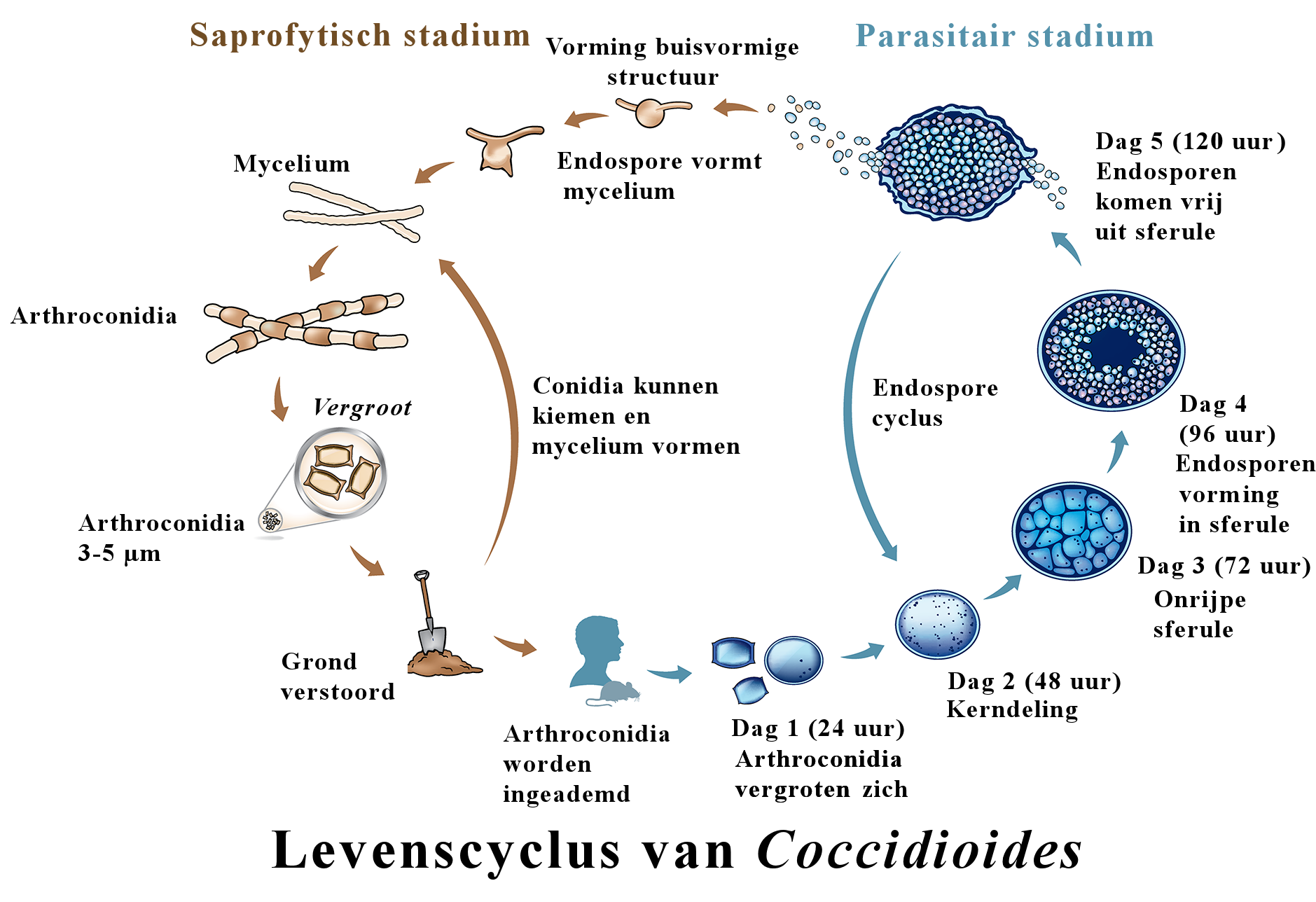
Lecenscyclus van Coccidioides

Coccidioides is een geslacht van schimmels, dat tot de ascomyceten behoort. De schimmel werd in 1892 ontdekt door Alejandro Posadas, die als medisch student de schimmel vond in een Argentijnse soldaat. Hij dacht dat het om een protozoa ging, maar in 1900 bewezen Ophüls en Moffitt dat Coccidioides immitis tot de schimmels behoort. Het geslacht bestaat sinds 2002 uit de twee soorten Coccidioides immitis en Coccidioides posadasii, die zich van elkaar alleen laten onderscheiden met DNA-onderzoek en op enkele fysiologische kenmerken. De geslachtelijke vorm (teleomorf) is onbekend.
De schimmel veroorzaakt bij infectie van mensen en zoogdieren (vooral knaagdieren) coccidioidomycose of stofkoorts. Naast het parasitaire stadium is er ook een saprofytisch stadium. Als saprofyt komt de schimmel voor in droge, alkalische zandgrond met een gemiddelde temperatuur van 22 °C en vormt dan een grijswit mycelium met arthroconidia. De arthroconidia worden gevormd in schimmeldraden en komen vrij door rhexolytische dehiscentie. Hierbij degenereert de celwand van de schimmeldraad, waardoor de conidia vrijkomen. Coccidioidomycose komt endemisch voor in het zuiden van Californië, het zuiden van Arizona en het noorden van Mexico, waar de schimmel in de grond voorkomt.
In het parasitaire stadium worden 20 - 80 micrometer grote, cellen gevormd, die uitgroeien tot sferulen (sporangiën) met endosporen.